# Microsania vrydaghi
Microsania vrydaghi är en tvåvingeart som beskrevs av Collart 1954. Microsania vrydaghi ingår i släktet Microsania och familjen svampflugor. Enligt den svenska rödlistan är arten sårbar i Sverige. Arten förekommer i Svealand. Artens livsmiljö är skogslandskap. Inga underarter finns listade i Catalogue of Life.